# Брийан, Дани
Дани Брийан (наст. имя Даниэль Коэн-Биран , фр. Daniel Cohen-Biran; род. 28 декабря 1965, Тунис, Тунис) — французский певец и актёр тунисского происхождения.

## Биография
В 1966 семья будущего музыканта переехала из Туниса в Сент-Женевьев-де-Буа и поселилась неподалёку от Парижа.
В 1979 дедушка даёт Даниэлю свою гитару и мальчик начинает самостоятельно учиться играть на ней.
В 1986 оставил учёбу на медицинском факультете и уехал в Париж, где стал выступать в кабаре «Les Trois Maillets». Именно там он взял псевдоним, под которым потом стал известен. Исполнял в основном ретро-музыку в стиле 50-х годов. 
В 1990 Брийан подписал контракт на запись трёх альбомов с «Warner Music», глава которой лично пришёл посмотреть выступление артиста.
Уже в 1997 Брийан даёт первый большой концерт — в зале «Олимпия», а в 1999 он принимает участие в концерте Селин Дион на Стад де Франс.
В июне 2005 выступил в телевизионном шоу Les stars chantent leurs idoles  на «France 2», в котором, помимо него, выступили Хулио Иглесиас, Il Divo и другие звёзды.
Помимо записи альбомов, Брийан снимается в кино- и телевизионных фильмах. В частности, он снялся в небольшой роли в фильме «Астерикс на Олимпийских играх».

## Семья
Отец двух детей — дочери Леа (род. в 1993 или 1994) и сына Лино (род. в марте 2010). Мать Лино — нынешняя подруга Брийана Натали.

## Дискография

### Альбомы
- C'est ça qui est bon (1991)
- C'est toi (1993)
- Havana (1996) — Brillant's first platinum album
- Nouveau jour (1999)
- Dany Brillant Best Of (2001)
- Dolce Vita (October 2001)
- Jazz... à la Nouvelle Orléans (2004)
- Casino (2005)
- Histoire d'amour (2007)
- Puerto Rico (2009)
- Viens A Saint-Germain (2012)
- Le dernier romantique (2014)